# Itebu
El regne d'Itebu fou un estat nadiu de Nigèria a Iorubalàndia.
El regne (que incloïa les ciutats d'Ubu) limitava a l'oest amb el regne de Mahin (Ilaje) i amb el regne de Jebu. Va passar sota protectorat britànic el 1888 sent rei Manuwa o Manuwah.